# 662 Newtonia
662 Newtonia هو كويكب، يقع ضمن حزام الكويكبات. اكتشف في 30 مارس 1908. وقد اكتشفه جويل هاستينغز ميتكالف.

## روابط خارجية
- 662 Newtonia في قاعدة بيانات مختبر الدفع النفاث لأجرام النظام الشمسي الصغيرة

- الاكتشاف · مخطط المدار ·  العناصر المدارية · المعلمات المادية

- 662 Newtonia على موقع ويكي سكاي: DSS2, SDSS, GALEX, IRAS, Hydrogen α, X-Ray, Astrophoto, Sky Map, Articles and images